# Хейс (округ, Небраска)
Округ Хейс (англ. Hayes County) — округ, расположенный в штате Небраска (США) с населением в 967 человек по статистическим данным переписи 2010 года. Столица округа находится в деревне Хейс-Сентер.

## История
Округ Хейс был образован в 1877 году и получил своё официальное название в честь 19-го президента США Резерфорда Бёрчарда Хейза.

## География
По данным Бюро переписи населения США округ Хейс имеет общую площадь в 1847 квадратных километров, из которых 1847 кв. километров занимает земля и менее 0,1 кв. километра — вода. Площадь водных ресурсов округа составляет менее 0,03 % от всей его площади.

### Соседние округа
- Линкольн (Небраска) — север
- Фронтир (Небраска) — восток
- Хитчкок (Небраска) — юг
- Чейс (Небраска) — запад
- Данди (Небраска) — юго-запад
- Перкинс (Небраска) — северо-запад

## Демография
По данным переписи населения 2010 года в округе Хейс проживало 1068 человек, 312 семей, насчитывалось 430 домашних хозяйств и 526 жилых домов. Средняя плотность населения составляла около одного человека на один квадратный километр. Расовый состав округа по данным переписи распределился следующим образом: 97,19 % белых, 0,19 % чёрных или афроамериканцев, 0,28 % азиатов, 0,56 % смешанных рас, 1,78 % — других народностей. Испано- и латиноамериканцы составили 2,53 % от всех жителей округа.
Из 430 домашних хозяйств в 28,10 % — воспитывали детей в возрасте до 18 лет, 67,00 % представляли собой совместно проживающие супружеские пары, в 2,60 % семей женщины проживали без мужей, 27,40 % не имели семей. 26,50 % от общего числа семей на момент переписи жили самостоятельно, при этом 15,60 % составили одинокие пожилые люди в возрасте 65 лет и старше. Средний размер домашнего хозяйства составил 2,48 человека, а средний размер семьи — 3,02 человека.
Население округа по возрастному диапазону по данным переписи 2000 года распределилось следующим образом: 26,60 % — жители младше 18 лет, 5,50 % — между 18 и 24 годами, 21,50 % — от 25 до 44 лет, 26,50 % — от 45 до 64 лет и 19,90 % — в возрасте 65 лет и старше. Средний возраст жителей округа составил 42 года. На каждые 100 женщин в округе приходилось 100,40 мужчины, при этом на каждых сто женщин 18 лет и старше приходилось 102,60 мужчины также старше 18 лет.
Средний доход на одно домашнее хозяйство в округе составил 26 667 долларов США, а средний доход на одну семью в округе — 31 125 долларов. При этом мужчины имели средний доход в 19 211 долларов США в год против 16 806 долларов США среднегодового дохода у женщин. Доход на душу населения в округе составил 14 099 долларов США в год. 14,60 % от всего числа семей в округе и 18,40 % от всей численности населения находилось на момент переписи населения за чертой бедности, при этом 26,20 % из них были моложе 18 лет и 12,90 % — в возрасте 65 лет и старше.

## Основные автодороги
- US 6
- Автомагистраль 25
- Автомагистраль 25A

## Населённые пункты

### Деревни
- Хамлет
- Хейс-Сентер
- Палисейд — частично